# Jabolko navdiha
Jabolko navdiha je priznanje, ki ga je posameznikom, skupinam ali projektom med letoma 2013 in 2022 (do konca svojega opravljanja funkcije predsednika Republike Slovenije) podeljeval Borut Pahor. Prva prejemnika sta na sprejemu dobila jabolko oblikovalca Oskarja Kogoja. Od leta 2014, ko je priznanje postalo stalno, se je podeljeval bronasti kipec v obliki jabolka oblikovalca Boštjana Štineta. 
Ni sodilo pod državna odlikovanja, vezana na zakon, kar pomeni, da ni bilo uradnega postopka, niso zaigrali državne himne, niso povabili ljudi s predpisanega protokolarnega seznama, ni bilo ceremoniala s častno stražo Slovenske vojske ter obvezne navzočnosti predsednikovega pribočnika. Zaradi tega je predsednik lahko podelil priznanje hitreje in vsem, za katere je menil, da si to zaslužijo. Druga neuradno Pahorjevo priznanje je bila zastava Republike Slovenije.

## Imena
| Leto | Prejemniki | Obrazložitev |
| ---- | --- | --- |
| 2013 | ? | |
| 2013 | podjetje Hidria | najinovativnejše evropsko podjetje na izboru European Business Awards |
| 2014 | Pater Bogdan Knavs in Vladimir Krpan | za organizacijo spravne maše |
| 2014 | Goran Dragić | idol mladih z odprtim odnosom do javnosti, ki je pomagal ob poplavah v regiji |
| 2015 | Andreja Pader, Barbia Gaia Asta, Petra Greiner in Spomenka Valušnik | priznanje materam otrok s posebnimi potrebami za prizadevanje izboljšanje razmer za te otroke z ustanavljanjem društev in združenj |
| 2015 | Marko Soršak – Soki | za projekt »20 za 20 – za šole s posluhom« |
| 2015 | Miha Zupan | prvi gluhi košarkar na evropskem in svetovnem prvenstvu; mednarodni komite za šport gluhih pa ga je leta 2010 razglasil za najboljšega športnika leta |
| 2016 | Gimnazija Kranj | za dosežke na glasbenem področju |
| 2016 | Jernej Mlakar, Miša Korva, Nataša Tul Mandić, Mara Popović, Mateja Poljšak Prijatelj, Jerica Mraz, Marko Kolenc, Katarina Resman Rus, Tina Vesnaver Vipotnik, Vesna Fabjan Vodušek, Alenka Vizjak, Jože Pižem, Miroslav Petrovec in Tatjana Avšič Županc (nosilka raziskave) | skupina raziskovalcev, ki je prva potrdila povezavo med okužbo z virusom zika in mikrocefalijo |
| 2016 | Alen Kobilica, Ana Roš, Damir Skomina in Urška Sršen | Kobilica (po izgubi vida se je usmeril v dobrodelnost), Roš (za preboj v vrh evropske in svetovne gastronomije), Skomina (prvi Slovenec v elitnem razredu sodnikov Evropske nogometne zveze) in Sršen (januarja 2016 jo je revija Forbes uvrstila na seznam mladih Evropejcev, ki s svojimi vizijami in perspektivnimi podjetji spreminjajo svet) |
| 2017 | Alenka Krapež, Drago Gradišek, Inge Breznik in Marko Slavič | Krapež (za uspešno vodenje Gimnazije Vič), Gradišek (uspešen glasbeni pedagog), Breznik (za idejno vodenje največjega pevskega srečanja mladih v Sloveniji - Zborovski BUM) in Slavič (za izboljševanje kakovosti institucionalnega varstva ostarelih) |
| 2017 | Kozma Ahačič in Boštjan Gorenc Pižama | za nove načine poučevanja mladih o slovenski slovnici in književnosti |
| 2017 | akrobatska skupina Dunking Devils | za izjemne dosežke in razvoj športne discipline akrobatskega zabijanja v Sloveniji |
| 2017 | Franc Pergar, Nada Herga, Darinka Rakovec in Stanka Premuš | člani Društva upokojencev Ormož, ki so med letovanjem na Dolgem otoku na Hrvaškem rešili utapljajočo se plavalko |
| 2017 | Aleksej Jurca | absolutni zmagovalec 11. mednarodne olimpijade iz astronomije in astrofizike, zlata medalja na mednarodni fizikalni olimpiadi in bronasta medalja na 15. mednarodni lingvistični olimpijadi |
| 2018 | Bernarda Avsenik in Alenka Fajfar Gnezda | učiteljici in mentorici filmskega krožka na Osnovni šoli Bičevje v Ljubljani, ki je posnel dokumentarni film o raznolikosti, trajnostnem razvoju in človekovih pravicah |
| 2018 | pevski zbor OŠ Nove Jarše Rock mulčki | za zbiranje denarja za socialno ogrožene in žanrsko raznolikost repertoarja |
| 2018 | Uroš Grilc, Lena Jevnik, Ženja Leiler, Petra Černe Oven, Andrej Rozman Roza, Damijan Stepančič, Boštjan Gorenc Pižama, Tanja Komadina, Žiga X. Gombač in Igor Šinkovec | za tridelni literarni projekt Cankar v stripu |
| 2018 | Uroš Ahčan in Vojko Didanovič | za izvedbo inovativne metode popolne rekonstrukcije nosu v ljubljanskem kliničnem centru |
| 2018 | Marko Jošt, Steve Albrecht, Benjamin Lipovšek, Janez Krč, Bernd Rech in Marko Topič | za razvoj rekordne tandemske sončne celice |
| 2019 | Tanja Petrushevska in Gabrijela Zaharijaš | Zaharijaš (raziskave zunajgalaktične svetlobe ozadja s satelitom Fermi) in Petrushevska (za odkritje posebne supernove). Obe sta z novogoriškega Centra za astrofiziko in kozmologijo. |
| 2019 | ekipa študentov Fakultete za strojništvo Univerze v Ljubljani | za zmago na mednarodnem tekmovanju Design/Build/Fly, ki poteka pod okriljem Ameriške zveze aeronavtičnih in vesoljskih inženirjev |
| 2019 | društvo Palčica Pomagalčica in dobrodelni škratki, Jaka Krebs, Miha Deželak in društvo Rdeči noski | Palčica Pomagalčica in Jaka Krebs (zbiranja denarja za zdravljenje Krisa), Deželak (peto zbiranje denarja za socialno ogrožene otroke s potjo po Sloveniji) in Rdeči noski (15. obletnica dela z otroki v bolnišnicah) |
| 2020 | vsi, ki v času spopadanja z epidemijo novega virusa požrtvovalno in nesebično skrbijo, da življenje teče karseda normalno | virtualna podelitev brez prejemnikov in povabljenih gostov |
| 2020 | zaposleni Nacionalnega inštituta za javno zdravje (NIJZ) | replika jabolka navdiha za delo v času strogih ukrepov med epidemijo novega virusa |
| 2020 | medicinske sestre, tehniki zdravstvene nege, bolničarji-negovalci in babice | replika jabolka navdiha za nesebično delo v epidemiji covid-19 |
| 2020 | sodelavci klicnega centra za informacije o koronavirusu | replika jabolka navdiha v zahvalo za njihov prispevek pri premagovanju epidemije covida-19 |
| 2020 | zaposleni na področju dejavnosti komunalnega gospodarstva | replika jabolka navdiha za pomemben in zanesljiv doprinos k preprečevanju širjenja okužb |
| 2020 | zdravniki | replika jabolka navdiha za požrtvovalno delo v času epidemije |
| 2020 | tolmači slovenskega znakovnega jezika | replika jabolka navdiha za zagotavljanje pravice do pravočasne obveščenosti v času epidemije |
| 2020 | prodajalci | replika jabolka navdiha za tvegano delo v času epidemije |
| 2020 | Andrej Janež | za sodelovanje pri kliničnem testiranju novega inzulina in omembo v reviji New England Journal of Medicine |
| 2020 | Ana Petrič | za delo z ostarelimi v Centru starejših Notranje Gorice DEOS, ki ga vodi |
| 2020 | sodelavci prostovoljnega projekta Sledilnik | replika jabolka navdiha za obveščanje javnosti o širjenju novega koronavirusa v Sloveniji |
| 2021 | »heroji korone« po izboru bralcev regionalnih spletnih medijev | dijak Tim Baumkirher (pomoč pri oskrbi okuženih starostnikov in pozitiven odnos do sodelavcev v domu starejših v Zidanem Mostu), prostovoljec Žiga Bizjak (delo na covid oddelku Univerzitetnega kliničnega centra Ljubljana), šivilja Renata Brdnik (šivanje in daritev zaščitnih mask), študentka in prostovoljka Lara Črnko (pomoč otrokom iz socialno šibkejših družin in zbiranje računalnikov za šolarje), OŠ učiteljica Monika Dobrijevič (premagovanje težav in iskanje rešitev pri izvajanju pouka na daljavo), gostinca Denis Jerot in Mateja Danilovič (ponujanje brezplačnih toplih obrokov socialno ogroženim), Katja Koren Ošljak (izvedba akcije »Nihče brez« za darovanje usposobljene odslužene računalniške opreme za šolanje na domu), Saša Markoja Popelar in Robert Markoja (prostovoljna pomoč pri prevozih hrane oskrbovancem mariborskega doma starejših v rdeči coni), socialni delavec Boštjan Mrzlak (prostovoljna pomoč sodelavcem na covid deloviščih Splošne bolnišnice Murska Sobota), Barbara Novak (pomoč socialno šibkim, brezdomcem, materinskim domovom in kriznim centrom), voznik Mestne uprave MOL Bojan Povše (organizacija vsakodnevnih prevozov kosil otrokom iz socialno šibkih družin), Alen Sever (pomoč pri oskrbi bolnikov v rdeči coni Splošne bolnišnice Murska Sobota), Matilda Vernik (106-letna preživela okužbe s covid-19), Blaž Zmazek (ideja o vzpostavitvi platforme Razlagamo.si za pomoč učencem in dijakom pri poučevanju na daljavo), Olga Zver (pralka perila oskrbovancev Doma starejših Lendava). |
| 2022 | Državni panožni nordijski center Kranj | za sistematično delo z mladimi športnimi talenti in za spodbujanje razvoja tekmovalcev in tekmovalk na športnem in izobraževalnem področju |
| 2022 | Gregor Deleja, ravnatelj Gimnazije Celje - Center | za enostavno drugačno šolo, ki spodbuja ustvarjalnost in človeško odličnost |
| 2022 | gasilci in drugi sodelujoči pri gašenju požarov na Krasu | [ 40 ] |
| 2022 | Simona Gerenčer, Matjaž Juhart, Bojan Mord in Jože Tekavčič | za izjemne dosežke na področju gluhoslepote |
| 2022 | Združenje splošnih knjižnic in predsednica Vesna Horžen, Društvo Rastoča knjiga in predsednica Marijana Kolenko, Društvo Bralna značka Slovenije - ZPMS in generalna sekretarka Manca Perko ter Manca Košir                                                                  | za pomembno vlogo pri spodbujanju bralne kulture na Slovenskem |